# Джон Ніл (художник)
Джон Рі Ніл (англ. John Rea Neill; 12 листопада 1877, Філадельфія, Пенсільванія, США — 13 вересня 1943) — американський художник, книжковий ілюстратор, відомий як автор ілюстрацій до серії книг про країну Оз, а також автор трьох книг цієї серії.

## Життєпис
Джон Ніл народився у Філадельфії, штат Пенсільванія, 1894 року почав навчання в Central High School, де ілюстрував шкільну газету, але кинув школу після першого семестру, після чого став штатним художником філадельфійської газети Philadelphia North American, де малював комікси, зокрема ілюстрував серію «Доля корони» за книгою Л. Ф. Баума та інші оповідання для дітей. Ніл також ілюстрував другу книгу Баума про країну Оз — Дивовижна країна Оз, опубліковану 1904 року, після чого став постійним ілюстратором книг цієї серії, написаних як самим Баумом, так і його послідовниками. Першу книгу циклу — Дивовижний чарівник країни Оз — ілюстрував В. Денслоу, з яким Баум згодом утратив контакт.
Ніл продовжував ілюструвати книги про країну Оз і після смерті Баума, коли серію продовжила Рут Томпсон. А після того як вона припинила роботу, Д. Ніл вирішив сам продовжити цикл казок про країну Оз, і написав у період 1940—1942 ще три книги.
| Книги Д. Ніла про країну Оз |                           |                         |      |              |                 |
| Номер (за каноном Баума)    | Українська назва          | Оригінальна назва       | Рік  | Ілюстратор   | Видавець        |
| 34                          | Дженні Джик у країні Оз   | «The Wonder City of Oz» | 1940 | Джон Ніл     | Reilly & Lee    |
|                             |                           |                         |      |              |                 |
| 35                          | Скелемобілі в країні Оз   | «The Scalawagons of Oz» | 1941 | Джон Ніл     | Reilly & Lee    |
|                             |                           |                         |      |              |                 |
| 36                          | Везунчик Бакі в країні Оз | «Lucky Bucky in Oz»     | 1942 | Джон Ніл     | Reilly & Lee    |
|                             |                           |                         |      |              |                 |
| —                           | Втікач у країні Оз        | «The Runaway in Oz»     | 1995 | Ерік Шеноуер | Books of Wonder |

Останню книгу — «Втікач у Країні Оз» — Д. Ніл написав 1943 року, вона мала стати 37-ю в серії про країну Оз, якщо рахувати від книг Л. Ф. Баума. Але Ніл помер, не встигнувши завершити ілюстрації до цієї книги, і видавництво Reilly & Lee, обмежене в засобах під час війни, вирішило її не видавати. Рукопис книги залишився в родині Ніла і його видано лише 1995 року з ілюстраціями і доповненнями Еріка Шеноуера.
Крім ілюстрацій до книг про країну Оз, Ніл також ілюстрував кілька десятків інших книг, серед яких адаптована Нілом книга Г. Баннерман «Маленький чорний Самбо», видана 1899 року.